# Liriomyza
Liriomyza este un gen de muște din familia Agromyzidae.

## Specii[1]
- Liriomyza abnormis
- Liriomyza aculeolata
- Liriomyza admiranda
- Liriomyza aestiva
- Liriomyza alaskensis
- Liriomyza allia
- Liriomyza alpicola
- Liriomyza alticola
- Liriomyza alyssi
- Liriomyza amarellae
- Liriomyza americana
- Liriomyza amoena
- Liriomyza anaphalidis
- Liriomyza andina
- Liriomyza andryalae
- Liriomyza angulicornis
- Liriomyza anthemidis
- Liriomyza antipoda
- Liriomyza antiquaria
- Liriomyza aposeridis
- Liriomyza approximata
- Liriomyza apsara
- Liriomyza archboldi
- Liriomyza arctii
- Liriomyza arnaudi
- Liriomyza artemisiae
- Liriomyza artemisicola
- Liriomyza artemsicola
- Liriomyza asclepiadis
- Liriomyza asphodeli
- Liriomyza assimilis
- Liriomyza asteriphila
- Liriomyza asteris
- Liriomyza asterivora
- Liriomyza aterrima
- Liriomyza atrescens
- Liriomyza avicenniae
- Liriomyza baccharidis
- Liriomyza balcanica
- Liriomyza baptisiae
- Liriomyza barrocoloradensis
- Liriomyza bartaki
- Liriomyza beata
- Liriomyza belcanicoides
- Liriomyza bella
- Liriomyza bellissima
- Liriomyza bessarabica
- Liriomyza bharati
- Liriomyza biformata
- Liriomyza bifurcata
- Liriomyza bispinosa
- Liriomyza bituberculata
- Liriomyza blechi
- Liriomyza bogotensis
- Liriomyza borealis
- Liriomyza brassicae
- Liriomyza braziliae
- Liriomyza braziliensis
- Liriomyza brunnifrons
- Liriomyza bryoniae
- Liriomyza buhri
- Liriomyza bulbata
- Liriomyza bulbipalpis
- Liriomyza bulgarica
- Liriomyza bullati
- Liriomyza bulnesiae
- Liriomyza caesalpiniae
- Liriomyza californiensis
- Liriomyza canescens
- Liriomyza cannabis
- Liriomyza cardamines
- Liriomyza cardariae
- Liriomyza cassiniae
- Liriomyza caulophaga
- Liriomyza cekalovici
- Liriomyza centaureae
- Liriomyza cepae
- Liriomyza certosa
- Liriomyza cestri
- Liriomyza chemsaki
- Liriomyza chilensis
- Liriomyza chinensis
- Liriomyza chlamydata
- Liriomyza cicerina
- Liriomyza cilicornis
- Liriomyza cirriformis
- Liriomyza citreifemorata
- Liriomyza clarae
- Liriomyza clianthi
- Liriomyza cocculi
- Liriomyza colombiella
- Liriomyza commelinae
- Liriomyza concepcionensis
- Liriomyza congesta
- Liriomyza cordillerana
- Liriomyza coronillae
- Liriomyza cortesi
- Liriomyza costaricana
- Liriomyza craspediae
- Liriomyza cruciferarum
- Liriomyza cyclaminis
- Liriomyza debilis
- Liriomyza decempunctata
- Liriomyza deceptiva
- Liriomyza deficiens
- Liriomyza demeijerei
- Liriomyza dendranthemae
- Liriomyza denudata
- Liriomyza dianthicola
- Liriomyza diminuella
- Liriomyza discalis
- Liriomyza domestica
- Liriomyza dracunculi
- Liriomyza eboni
- Liriomyza edmontonensis
- Liriomyza electa
- Liriomyza elevata
- Liriomyza elquensis
- Liriomyza emiliae
- Liriomyza endiviae
- Liriomyza equiseti
- Liriomyza erucifolii
- Liriomyza eupatoriana
- Liriomyza eupatoriella
- Liriomyza eupatorii
- Liriomyza euphorbiae
- Liriomyza euphorbiana
- Liriomyza europaea
- Liriomyza fasciola
- Liriomyza fasciventris
- Liriomyza flavalis
- Liriomyza flaveola
- Liriomyza flaviantennata
- Liriomyza flavicola
- Liriomyza flavocentralis
- Liriomyza flavolateralis
- Liriomyza flavonigra
- Liriomyza flavopicta
- Liriomyza freidbergi
- Liriomyza freyella
- Liriomyza frickella
- Liriomyza fricki
- Liriomyza frigida
- Liriomyza frommeri
- Liriomyza frontella
- Liriomyza furva
- Liriomyza galiivora
- Liriomyza gayi
- Liriomyza geniculata
- Liriomyza globulariae
- Liriomyza graminacea
- Liriomyza graminivora
- Liriomyza grandis
- Liriomyza groschkei
- Liriomyza guadeloupensis
- Liriomyza gudmanni
- Liriomyza gypsophilae
- Liriomyza hampsteadensis
- Liriomyza haploneura
- Liriomyza hebae
- Liriomyza helenii
- Liriomyza helianthi
- Liriomyza helichrysi
- Liriomyza helichrysivora
- Liriomyza hemerocallis
- Liriomyza heringi
- Liriomyza herrerai
- Liriomyza hieracii
- Liriomyza hieracivora
- Liriomyza himalayana
- Liriomyza homeri
- Liriomyza hordei
- Liriomyza huidobrensis
- Liriomyza hungarica
- Liriomyza impolita
- Liriomyza imurai
- Liriomyza infuscata
- Liriomyza inopinata
- Liriomyza insignis
- Liriomyza intonsa
- Liriomyza irazui
- Liriomyza irwini
- Liriomyza ivanauskasi
- Liriomyza jezoensis
- Liriomyza katoi
- Liriomyza kenti
- Liriomyza khekhtsirica
- Liriomyza kleiniae
- Liriomyza kovalevi
- Liriomyza kumaonensis
- Liriomyza kuscheli
- Liriomyza labanoro
- Liriomyza lacertella
- Liriomyza langei
- Liriomyza languida
- Liriomyza lathyri
- Liriomyza latigenis
- Liriomyza latipalpis
- Liriomyza lepida
- Liriomyza lepidii
- Liriomyza lesinensis
- Liriomyza lima
- Liriomyza limpida
- Liriomyza litorea
- Liriomyza lituanica
- Liriomyza lolii
- Liriomyza lopesi
- Liriomyza lupinella
- Liriomyza lupini
- Liriomyza lupiniphaga
- Liriomyza lusatiensis
- Liriomyza lutea
- Liriomyza madridensis
- Liriomyza maipuensis
- Liriomyza manii
- Liriomyza manni
- Liriomyza marginalis
- Liriomyza mariaecamilae
- Liriomyza mediterranea
- Liriomyza melantherae
- Liriomyza melitensis
- Liriomyza menthavora
- Liriomyza meracula
- Liriomyza microglossae
- Liriomyza mikaniopsidis
- Liriomyza mikanivora
- Liriomyza minor
- Liriomyza mirifica
- Liriomyza monoensis
- Liriomyza montana
- Liriomyza montella
- Liriomyza montis
- Liriomyza montserratensis
- Liriomyza mosquerensis
- Liriomyza mosselensis
- Liriomyza myrsinitae
- Liriomyza nana
- Liriomyza nares
- Liriomyza navarinensis
- Liriomyza nietzkei
- Liriomyza nigra
- Liriomyza nigrifrons
- Liriomyza nigriscutellata
- Liriomyza nigrissima
- Liriomyza nordica
- Liriomyza novissima
- Liriomyza obliqua
- Liriomyza obscurata
- Liriomyza occipitalis
- Liriomyza oldenbergi
- Liriomyza oleariae
- Liriomyza oleariana
- Liriomyza orbona
- Liriomyza orilliensis
- Liriomyza pagana
- Liriomyza palauensis
- Liriomyza paradigma
- Liriomyza paranaensis
- Liriomyza pascuum
- Liriomyza patagonica
- Liriomyza patagoniensis
- Liriomyza paumensis
- Liriomyza pechumani
- Liriomyza pectinimentula
- Liriomyza peleensis
- Liriomyza penella
- Liriomyza penita
- Liriomyza pereziae
- Liriomyza periorbita
- Liriomyza persica
- Liriomyza peruensis
- Liriomyza peullae
- Liriomyza philadelphi
- Liriomyza philadelphivora
- Liriomyza phryne
- Liriomyza pictella
- Liriomyza pilosa
- Liriomyza pisivora
- Liriomyza plantaginella
- Liriomyza politella
- Liriomyza polygalae
- Liriomyza praeusta
- Liriomyza primitiva
- Liriomyza prostrata
- Liriomyza pseudopygmina
- Liriomyza ptarmicae
- Liriomyza puella
- Liriomyza pulchella
- Liriomyza pulloides
- Liriomyza pusilla
- Liriomyza pusio
- Liriomyza quadrata
- Liriomyza quadrisetosa
- Liriomyza quiquevittata
- Liriomyza ranunculoides
- Liriomyza richteri
- Liriomyza robustae
- Liriomyza sabaziae
- Liriomyza santafecina
- Liriomyza sativae
- Liriomyza scaevolae
- Liriomyza schlingeri
- Liriomyza schmidti
- Liriomyza schmidtiana
- Liriomyza schwabei
- Liriomyza scorzonerae
- Liriomyza securicornis
- Liriomyza seneciella
- Liriomyza senecionivora
- Liriomyza septentrionalis
- Liriomyza serriolae
- Liriomyza similis
- Liriomyza simulator
- Liriomyza singula
- Liriomyza sinuata
- Liriomyza smilacinae
- Liriomyza socialis
- Liriomyza solanita
- Liriomyza solanivora
- Liriomyza solivaga
- Liriomyza sonchi
- Liriomyza soror
- Liriomyza sorosis
- Liriomyza specifica
- Liriomyza spencerella
- Liriomyza splendens
- Liriomyza stachyos
- Liriomyza strigata
- Liriomyza strigosa
- Liriomyza subachoquensis
- Liriomyza subartemisicola
- Liriomyza subasclepiadis
- Liriomyza subflavopicta
- Liriomyza subinsignis
- Liriomyza subobliqua
- Liriomyza subpusilla
- Liriomyza subsativae
- Liriomyza subvirgo
- Liriomyza suecica
- Liriomyza sylvatica
- Liriomyza synedrellae
- Liriomyza tanaceti
- Liriomyza taraxaci
- Liriomyza taurica
- Liriomyza temperata
- Liriomyza tenera
- Liriomyza tequendamae
- Liriomyza tetrachaeta
- Liriomyza texella
- Liriomyza thalictri
- Liriomyza thesii
- Liriomyza tibidabensis
- Liriomyza togata
- Liriomyza tragopogonis
- Liriomyza trifoliearum
- Liriomyza trifolii
- Liriomyza trivialis
- Liriomyza tubifer
- Liriomyza tubula
- Liriomyza tumbrensis
- Liriomyza umbilici
- Liriomyza umbrina
- Liriomyza umbrinella
- Liriomyza umbrosa
- Liriomyza undulatimentula
- Liriomyza urophorina
- Liriomyza urticae
- Liriomyza wachtlii
- Liriomyza wahlenbergiae
- Liriomyza valerianae
- Liriomyza valerianellae
- Liriomyza variata
- Liriomyza watti
- Liriomyza veluta
- Liriomyza venegasiae
- Liriomyza venturensis
- Liriomyza vicina
- Liriomyza vicunella
- Liriomyza violicaulis
- Liriomyza violiphaga
- Liriomyza virginica
- Liriomyza virgo
- Liriomyza virgula
- Liriomyza viticola
- Liriomyza vitrimentula
- Liriomyza volatilis
- Liriomyza vulcanica
- Liriomyza xanthocera
- Liriomyza yasumatsui
- Liriomyza zinniae